# Leptocerus bahuchaka
Leptocerus bahuchaka är en nattsländeart som beskrevs av Schmid 1987. Leptocerus bahuchaka ingår i släktet Leptocerus och familjen långhornssländor. Inga underarter finns listade i Catalogue of Life.